# Закариа, Денис
Денис Леми Закариа Лако Ладо (нем. Denis Lemi Zakaria Lako Lado; род. 20 ноября 1996, Женева) — швейцарский футболист, полузащитник французского клуба «Монако» и сборной Швейцарии. Участник двух чемпионатов мира (2018 и 2022) и двух чемпионатов Европы (2020 и 2024).

## Клубная карьера

### Карьера в Швейцарии
Денис является воспитанником системы «Серветта». В 2014 году он дебютировал за родной клуб. В конце своего дебютного сезона Денис отлично выступал, отметился двумя голами и привлёк внимание клуба Суперлиги «Янг Бойз», с которым вскоре подписал контракт. 18 июля 2015 года состоялся его дебют за новый клуб в матче первенства страны против «Цюриха». В сезоне 2015/16 Денис прочно застолбил место в основном составе бернского коллектива.

### «Боруссия (Мёнхенгладбах)»
9 июня 2017 года Денис Закариа подписал контракт с «Боруссией» Мёнхенгладбах до 2022 года. Сумма трансфера составила €12 млн.

### «Ювентус»
31 января 2022 года перешёл в «Ювентус» за 8 миллионов евро. Контракт игрока с клубом рассчитан до июля 2026 года. Дебютировал за клуб 6 февраля 2022 года в матче против «Вероны», в котором также отличился своим дебютным голом. В конце февраля 2022 года получил травму бедра и выбыл на месяц. В финал Кубка Италии по футболу 2022 проиграли миланскому «Интеру» со счётом 2:4, где сам футболист вышел в стартовом составе и был заменён во 2 тайме.
Сезон 2022/2023 начал с домашней победы 12 августа 2022 года в матче против «Сассуоло», где футболист вышел в стартовом составе и отыграл весь матч.

#### Аренда в «Челси»
В сентябре 2022 года на правах аренды отправился в «Челси», сроком на 1 сезон. Также английский клуб будет иметь опцию выкупа игрока за 28 миллионов евро и еще 5 миллионов евро предусмотрено бонусами.

## Карьера в сборной
Денис выступал за юношескую и молодёжную сборные Швейцарии. Он попал в заявку сборной на Евро-2016. 28 мая 2016 года он дебютировал за национальную команду в матче против бельгийцев.

## Статистика

### Матчи за сборную
| №  | Дата             | Оппонент          | Счёт | Голы | Соревнование             |
| -- | ---------------- | ----------------- | ---- | ---- | ------------------------ |
| 1  | 28 мая 2016      | Бельгия           | 1:2  | —    | Товарищеский матч        |
| 2  | 3 июня 2016      | Молдова           | 2:1  | —    | Товарищеский матч        |
| 3  | 10 октября 2016  | Андорра           | 2:1  | —    | Отборочные матчи ЧМ-2018 |
| 4  | 31 августа 2017  | Андорра           | 3:0  | —    | Отборочные матчи ЧМ-2018 |
| 5  | 3 сентября 2017  | Латвия            | 3:0  | —    | Отборочные матчи ЧМ-2018 |
| 6  | 7 октября 2017   | Венгрия           | 5:2  | —    | Отборочные матчи ЧМ-2018 |
| 7  | 10 октября 2017  | Португалия        | 0:2  | —    | Отборочные матчи ЧМ-2018 |
| 8  | 9 ноября 2017    | Северная Ирландия | 1:0  | —    | Отборочные матчи ЧМ-2018 |
| 9  | 12 ноября 2017   | Северная Ирландия | 0:0  | —    | Отборочные матчи ЧМ-2018 |
| 10 | 3 июня 2018      | Испания           | 1:1  | —    | Товарищеский матч        |
| 11 | 17 июня 2018     | Бразилия          | 1:1  | —    | Финальные матчи ЧМ-2018  |
| 12 | 27 июня 2018     | Коста-Рика        | 2:2  | —    | Финальные матчи ЧМ-2018  |
| 13 | 8 сентября 2018  | Исландия          | 6:0  | 1    | Лига наций УЕФА          |
| 14 | 11 сентября 2018 | Англия            | 0:1  | —    | Товарищеский матч        |
| 15 | 12 октября 2018  | Бельгия           | 1:2  | —    | Лига наций УЕФА          |
| 16 | 15 октября 2018  | Исландия          | 2:1  | —    | Лига наций УЕФА          |
| 17 | 14 ноября 2018   | Катар             | 0:1  | —    | Товарищеский матч        |

Итого: сыграно матчей: 17 / забито голов: 1; победы: 8, ничьи: 4, поражения: 5.